# Raguva
Raguva is een plaats in het Litouwse district Panevėžys. De plaats telt 610 inwoners (2001).

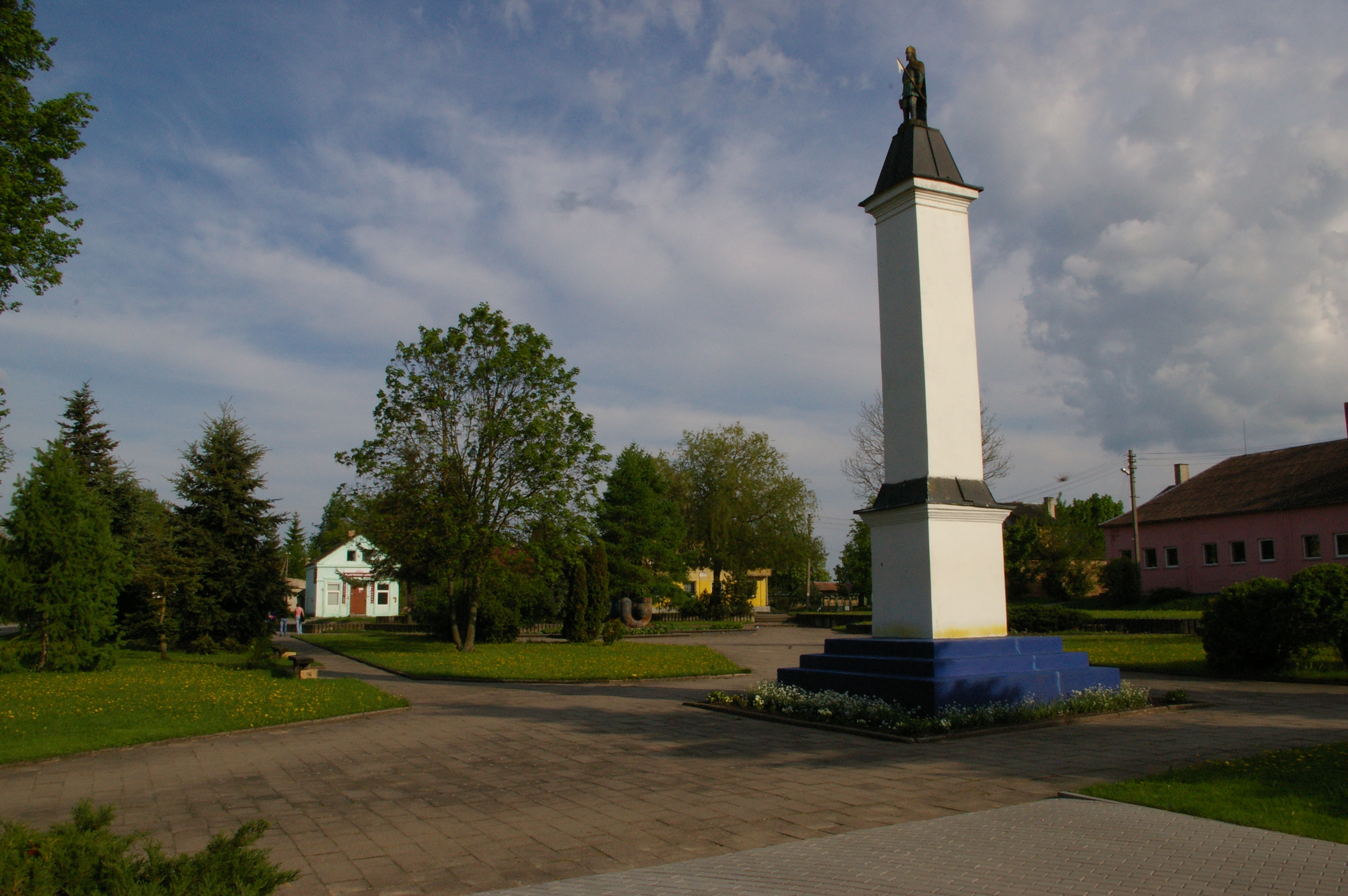
Het dorpsplein van Raguva